# Il'ja Ivanovič Ivanov

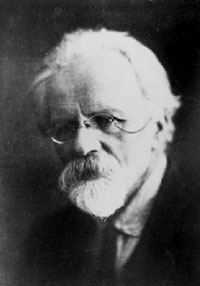
Ilya Ivanov, 1927

Il'ja Ivanovič Ivanov (in russo Илья Иванович Иванов?; Ščigry, 1º agosto 1870 – Almaty, 20 marzo 1932) è stato un biologo russo, specialista di inseminazione artificiale e ibridazione interspecifica, coinvolto in controversi esperimenti sull'ibridazione tra l'uomo e le scimmie antropomorfe.

## Vita
Nato nel distretto di Kursk, si laureò all'Università di Char'kov nel 1896 e divenne professore ordinario nel 1907. Lavorò come ricercatore nel Parco Nazionale di Askania Nova e per l'Istituto veterinario sperimentale di stato (1917-1921, 1924-1930), per la Stazione sperimentale centrale per la ricerca sulla riproduzione degli animali domestici (1921-1924), e per l'Istituto superiore di zootecnica di Mosca.
Sul volgere del secolo perfezionò le tecniche di inseminazione artificiale, applicandole alla riproduzione dei cavalli e mostrando come, con quella tecnica, fosse possibile inseminare 500 fattrici con un solo stallone, contro le 20-30 dell'inseminazione naturale. Si trattava di risultati eccezionali per l'epoca che fecero diventare la sua stazione meta di riproduttori di cavalli provenienti da ogni parte del mondo.
Il'ja Ivanov fu anche un pioniere nell'uso della tecnica dell'inseminazione artificiale per ottenere vari ibridi interspecifici. Fu uno dei primi, se non il primo, ad ottenere ibridi tra la zebra e l'asino, il bisonte e la mucca, l'antilope e la mucca, il ratto e il topo, la cavia di Guinea e il topo, la cavia di Guinea e il coniglio, la lepre e il coniglio e molti altri. In un'epoca in cui gli studi di genetica muovevano i primi passi, i suoi risultati apparivano di grande rilievo in quanto creduti suscettibili di dar vita a nuove specie di animali domestici, con importanti ripercussioni sulla zootecnia dell'Unione Sovietica.

## Gli esperimenti di ibridazione uomo-scimmia
Il più controverso degli studi di Ivanov è il suo tentativo di creare un ibrido uomo-scimmia. Già nel 1910, in una comunicazione al Congresso mondiale degli zoologi di Graz, egli esponeva la possibilità di ottenere un simile risultato con tecniche di inseminazione artificiale.
Nel 1924, durante un periodo di permanenza all'Istituto Pasteur di Parigi, Ivanov ottenne persino un iniziale sostegno dal direttore dell'Istituto che gli concesse il permesso di compiere esperimenti di tal fatta nella stazione primatologica di Kindia, nella Guinea Francese.

### L'appoggio della comunità scientifica e dello Stato
Ivanov cercò l'appoggio del governo sovietico al suo progetto, inviando lettere al Commissario del popolo per l'educazione e le scienze Anatolij Vasilievič Lunacharskij e ad altri burocrati.
La proposta di Ivanov finì per suscitare l'interesse di Nikolaj Petrovič Gorbunov, il titolare del Dipartimento delle Istituzioni scientifiche. Nel settembre del 1925 Gorbunov favorì lo stanziamento, da parte dell'Accademia delle Scienze dell'URSS (ora Accademia Russa delle Scienze), della somma equivalente di 10000 $, quale finanziamento dei suoi esperimenti di ibridazione.

### Gli esperimenti in Guinea
Nel marzo del 1926 Ivanov raggiunse il laboratorio di Kindia ma nel suo mese di permanenza non ottenne alcun risultato, essendosi il sito rivelatosi privo di esemplari di scimpanzé sessualmente maturi. Ritornò quindi in Francia da dove, intrattenendo una corrispondenza con il governo coloniale della Guinea Francese, si accordò per dar luogo agli esperimenti nell'orto botanico di Conakry.
Vi giunse nel novembre del 1926, accompagnato dal figlio che portava il suo stesso nome, con il compito di assisterlo nei suoi tentativi.
Ivanov organizzò la cattura di scimpanzé adulti all'interno della colonia, destinati ad essere tradotti in cattività presso l'orto botanico. Nel febbraio del 1927, procedé all'inseminazione artificiale di due esemplari femmina con sperma umano.
Il 25 di giugno di quell'anno, inoculò lo sperma umano ad un terzo esemplare. Gli Ivanov lasciarono la Guinea nel mese di luglio portando con sé tredici esemplari, inclusi i tre oggetto della sperimentazione. Già prima della partenza erano consapevoli dell'insuccesso dei primi due tentativi. Il terzo esemplare morì una volta arrivato in Francia. L'autopsia rivelò, anche in questo caso, l'insuccesso dell'inseminazione. I superstiti furono mandati in una nuova stazione primatologica creata a Sukhumi.
Ivanov tentò anche di effettuare in Guinea l'inseminazione di femmine umane con sperma animale ma i suoi piani incontrarono la resistenza del locale governo coloniale e non vi è alcuna prova che un simile esperimento vi abbia avuto luogo.

### I tentativi in Unione Sovietica
Dopo il suo ritorno in Unione Sovietica nel 1927, Ivanov si diede ad organizzare esperimenti di ibridazione mediante fecondazione di femmine umane con sperma animale a Sukhumi.
Nel 1929, con l'aiuto di Gorbunov, ottenne infine il sostegno della Società dei biologi materialisti, un gruppo associato all'Accademia comunista. Nella primavera del 1929 la Società mise su una commissione per pianificare i suoi esperimenti a Sukhumi. Si decise che fosse necessario reclutare almeno cinque donne volontarie per il progetto. Tuttavia, mentre si era riusciti a reperire una sola volontaria, in giugno, prima che fosse possibile qualsiasi tentativo, Ivanov seppe della morte dell'unico esemplare maschio rimasto, un orango. Un nuovo gruppo di esemplari non sarebbe potuto giungere prima dell'estate del 1930.

### La  morte
A seguito di un rivolgimento politico nell'ambiente scientifico dell'Unione Sovietica, Gorbunov perse il suo posto insieme ad altri scienziati coinvolti negli esperimenti di Sukhumi.
Nella primavera del 1930 Ivanov fu criticato sotto il profilo politico dal suo istituto veterinario e sottoposto ad epurazione. Il 13 dicembre del 1930 fu infine arrestato e inviato a scontare un esilio di cinque anni ad Alma Ata. Lì lavorò per l'Istituto Zoo-veterinario del Kazakistan ma non riuscì a scontare la sua pena: morì per un colpo apoplettico il 20 marzo 1932, quando stava per essere riabilitato.
A scrivere la sua commemorazione accademica fu il rinomato fisiologo e psicologo, il premio Nobel Ivan Pavlov.